# Nnamdi Azikiwe
Benjamin Nnamdi Azikiwe (Zunguru, 16. studenog 1904. – Nsukka, 11. svibnja 1996.), nigerijski političar, prvi predsjednik države Nigerija.
Rodio se u mjestu Zungeru, na sjeveru zemlje, a potječe iz naroda Igbo. Obrazovao se na prestižnim domaćim i stranim institucijama. Na Sveučilištu u Pennsylvaniji dobio je magisterij. 
Nakon povratka u domovinu, prihvaća poslove urednika u listu African Morning Post, a kasnije ide u Accru gdje je osnivački urednik lista The West African Pilot koji propagira protukolonijalna stajališta. Bio je uspješan novinar i većina novinara koji su počeli raditi nakon neovisnosti Nigerije prošli su njegovu obuku.
Osnovao je, zajedno s Herbertom Macauleyem, Nacionalno vijeće Nigerije i Kameruna. Nakon postignute neovisnosti 1960. godine postaje generalni guverner, a nakon proglašenja republike 1963. godine izabran je i za predsjednika Nigerije.
S vlasti je svrgnut vojnim pučem 1966. godine, zajedno s ostalim civilnim dužnosnicima.
Narodnoj stranci Nigerije priključio se 1978. godine, te se 1979. i 1983. neuspješno kandidirao za predsjednika. Nakon puča na Staru Godinu 1983., dr. Azikiwe nesvojevoljno napušta politiku.
Po vjeri je bio kršćanin. Umro je u dubokoj starosti, nakon duge bolesti, u kompleksu učiteljske bolnice Sveučilišta u Nigeriji, grad Enugu.
Po njemu je imenovan aerodrom, te je na novčanici od 500 naira. S njim je studirao i Kwame Nkrumah.